# Jim Thompson
Jim Thompson (Anadarko, Oklahoma, 1906. szeptember 27. – Los Angeles, Kalifornia, 1977. február 9.) amerikai író.

## Élete

### Korai évek
Apja seriff volt, akinek állítólagos sikkasztása miatt el kellett hagyniuk az államot, és Texasba költöztek, ami aztán Thompson regényeinek egyik fő helyszínévé vált.
A kortárs amerikai irodalom egyik legfontosabb szerzőjeként nyilvántartott Thompson fiatalon kezdett dolgozni: először kifutófiú volt egy hotelban, ahol nem csak alkoholt szerzett a vendégeknek az alkoholtilalom idején, hanem kábítószert is. Huszonhat évesen egy olajmezőn helyezkedett el, majd az 1930-as évek közepén, a New Deal alatt az oklahomai szövetségi íróprogram elnöke lett. Eközben folyamatosan jelentek már meg rövidebb írásai, majd az igazi áttörést a The Killer Inside Me hozta meg 1952-ben.

### Hollywoodi évek
1955-ben Hollywoodba költözött, ahol Stanley Kubrick Gyilkosság (1956) című filmjének, majd A dicsőség ösvényeinek (1957) forgatókönyvét írta. Munkáját nem kísérte sem hivatalos elismerés, sem megfelelő anyagi honorárium. Élete végéig szinte bármit elvállalt, amiért fizettek neki. Több film és tévésorozat könyvváltozatát írta meg, de helyzetén nem sokat javított alkoholizmusa. Élete utolsó éveiben többen próbáltak segíteni neki (köztük Robert Redford és Harlan Ellison), Thompson ennek ellenére szerény körülmények között halt meg 1977-ben. Halálakor egyetlen könyvét sem lehetett kapni amerikai könyvesboltokban.

### Művei újrafelfedezése
Újrafelfeldezését Barry Giffordnak, a Veszett a világ alapjául szolgáló regény szerzőjének köszönhette, Gifford ugyanis az 1980-as évek közepén alapította meg Black Lizard nevű kiadóját, amely a ponyva hőskorában megjelent, ám azóta elfeledett szerzők megjelentetésére szakosodott.

### Filmadaptációk
Thompson Svindlerek című regényéből Donald E. Westlake írt forgatókönyvet, és Stephen Frears rendezett filmet 1990-ben. Legutóbb pedig 2010-ben, Michael Winterbottom rendezésében és Casey Affleck főszereplésével a The Killer Inside Me került vászonra.

## Magyarul megjelent művei
Thompson regényei italról, svindlerekről, vesztesekről, bűnösökről és zavart elmékről szól. Történeteinek világa kietlen és kegyetlen, hátborzongatóan hitelesen adja vissza a megbomlott elmék működését.
- Szökésben (The getaway, 1959); ford. Tóth Tamás; InterCom, Bp., 1994
- Svindlerek (The grifters, 1963); ford. Varga Bálint; Agave Könyvek, Bp., 2009 ISBN 978-963-9868-49-6
- 1280 fő; ford. Tamás Gábor; Agave Könyvek, Bp., 2021